# Ludwig von Köchel
Ludwig Alois Friedrich Ritter von Köchel (Krems an der Donau, 14 de janeiro de 1800 – Viena, 3 de junho de 1877) foi um musicólogo, escritor, compositor, botânico, mineralogista e editor austríaco. Ficou conhecido por catalogar as obras de Mozart e por conceber os números "K" das suas obras.

## Catálogo Köchel

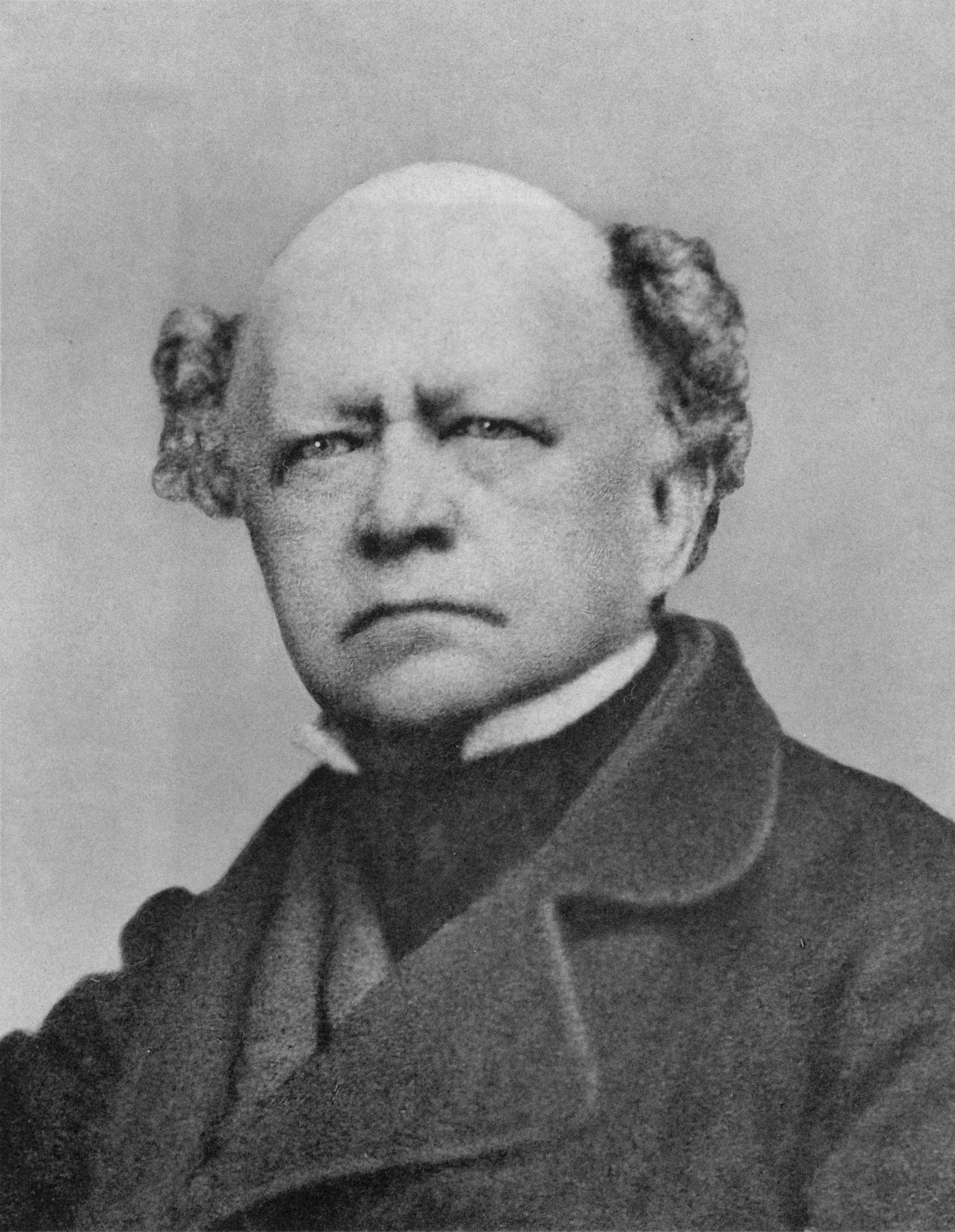
(fotografia) de Ludwig Alois Ferdinand Ritter von Kochenel, autor de KV.

Em 1862 publicou o catálogo Köchel, um registro cronológico e temático das obras de Mozart. Este catálogo foi o primeiro em tal escala e com tal nível de erudição por trás dele; desde então passou por revisões. As obras de Mozart são muitas vezes referidas pelos seus números KV (cf. opus number); por exemplo, a sinfonia "Júpiter", Symphony No. 41, KV. 551. Ao mesmo tempo em que Köchel estava escrevendo seu catálogo, Otto Jahn estava fazendo uma coleção abrangente de obras de Mozart e escrevendo uma biografia acadêmica de Mozart. Quando Jahn soube do trabalho de Köchel, ele entregou sua coleção a ele. Köchel dedicou seu catálogo a Jahn.

## Outras obras
Além disso, Köchel organizou as obras de Mozart em vinte e quatro categorias, que foram usadas por Breitkopf & Härtel quando publicaram a primeira edição completa das obras de Mozart de 1877 a 1910, um empreendimento parcialmente financiado por Köchel.
Ele também catalogou as obras de Johann Fux.

## Publicações
- Mozart. Zu seiner Säcularfeier im Jahre 1856. Canzonen. Zaunrith, Salzburg 1856.
- Geologische Übersichtskarte des Herzogthumes Salzburg mit Zugrundelegung der Aufnahmen der k.k. geolog. Reichsanstalt. Reiffenstein & Rösch, Wien 1859.
- Die Mineralien des Herzogthumes Salzburg. Mit einer Uebersicht der geologischen Verhältnisse und der Bergbaue dieses Kronlandes und mit einer geologischen Karte von Salzburg. Gerold, Wien 1859 (eingeschränkte Vorschau in der Google-Buchsuche).
- Chronologisch-thematisches Verzeichniss sämmtlicher Tonwerke Wolfgang Amade Mozart’s. Nebst Angabe der verloren gegangenen, unvollendeten, übertragenen, zweifelhaften und unterschobenen Compositionen desselben. Breitkopf und Härtel, Leipzig 1862 (Köchelverzeichnis).
- Die Pflege der Musik am österreichischen Hofe vom Schlusse des 15. bis zur Mitte des 18. Jahrhunderts. Pichler, Wien 1866.
- Die Kaiserliche Hof-Musikkapelle in Wien von 1543 bis 1867. Nach urkundlichen Forschungen. Beck, Wien 1869.
- Gedichte. Fromme, Wien 1872.
- Johann Josef Fux, Hofcompositor und Hofkapellmeister der Kaiser Leopold I., Josef I. und Karl VI. von 1698 bis 1740. Alfred Hölder (Beck’sche Universitäts-Buchhandlung), Wien 1872 (eingeschränkte Vorschau in der Google-Buchsuche).